# 倉上慶大
倉上 慶大（くらかみ けいた、1985年12月14日 - 2024年6月26日）は、日本のフリークライマー。

## 概要
高校山岳部でクライミングに出会い、大学進学を機に移り住んだ新潟でボルダリングにのめり込む。2012-13年頃は京都に住み京都大学のクライミングウォール（京大wall）でトレーニングし、京都笠置のシンクラックプロジェクトを初登した。2013-16年頃はハイボールをノーマットグラウンドアップで登ることに傾倒し、2015年以降は、トラッドルートやマルチピッチルートの開拓など活動範囲を広げた。
2021年11月マウンテンバイク乗車中に意識を消失し救急隊によるAEDで蘇生され、その後運動誘発型の冠攣縮性狭心症と診断された。2024年6月富士山登山中に意識を消失し、その後救急搬送された病院で死亡が確認された。同年9月、クライミング専門誌『ROCK & SNOW』で12ページもの追悼記事が組まれた。

## クライミング歴
- 2012年11月 京都笠置　ReBirth（四/五段）初登[2]
- 2014年11月 黒本全課題完登
- 2015年10月 瑞牆山千日の瑠璃(5.14a R/X）開拓初登[3]
- 2017年4月 湯川 燈明(5.13a/14a R）初登[4]
- 2018年4月 瑞牆山沈黙の春(A4）開拓初登 [6]
- 2018年11月 ヨセミテエルキャピタン ノーズ 単独オールフリー[7]
- 2020年10月 小川山 Pass it on（5.14+ R）初登[8]。